# Plan de Ordenamiento Territorial
Un Plan de Ordenamiento Territorial (también denominado por sus siglas POT) es, en el ámbito del urbanismo colombiano, un instrumento técnico que poseen los municipios del país para planificar y ordenar su territorio. Tiene como objetivo integrar la planificación física, socioeconómica y medioambiental con instrumentos de gestión y financiación, de tal forma que los principios de ordenamiento se vean concretados en el territorio. Estos documentos deben incluir estudios sobre cambios en la estructura demográfica del municipio, zonas de riesgo (por inundaciones, incendios, deslizamientos de tierra, etcétera), protección de la estructura ambiental de soporte, comportamiento socioeconómico de su población, entre muchos otros.
Al establecerse como un instrumento que debe formar parte de las políticas de estado, el POT tiene el fin de propiciar desarrollos sostenibles, contribuyendo a que los gobiernos orienten la regulación, ubicación y desarrollo de los asentamientos humanos.

## Duración y renovación
Los Planes de Ordenamiento Territorial tienen una vigencia de 12 años desde el momento de su adopción, tiempo que corresponde a tres periodos constitucionales de las autoridades de nivel local en Colombia. Una vez cumplido este término, las respectivas autoridades deben iniciar el proceso de revisión del documento para la expedición de un nuevo POT, el cual debe cumplir un riguroso proceso de participación con la población del municipio o distrito.

## Tipo de planes
De acuerdo con las características y tamaño de cada municipio, se establecen distintos tipos de planes así: 
- Planes de Ordenamiento Territorial (POT): Deben elaborarlos los municipios con población superior a 100.000 habitantes.
- Planes Básicos de Ordenamiento Territorial (PBOT): Deben elaborarlos los municipios con población entre 30.000 y 100.000 habitantes.
- Esquemas de Ordenamiento Territorial (EOT): Deben elaborarlos los municipios con población inferior a 30.000 habitantes.

Cuando se habla de POT, se hace referencia a todas las categorías mencionadas.

## Componentes
Todos los tipos de planes, deben reunir los siguientes componentes: 
- Componente general: Señala objetivos y estrategias territoriales de mediano y largo plazo en los siguientes aspectos:

1. Sistemas de comunicación entre el área urbana y el área rural.
2. La clasificación del territorio en suelo urbano, rural y de expansión urbana, con la correspondiente fijación del perímetro del suelo urbano.
3. Delimitación de las áreas de reserva para la protección del medio ambiente y los recursos naturales.
4. Determinación de las zonas expuestas a amenazas y riesgos.

- Componente urbano: Define las políticas, programas, acciones y normas para orientar y administrar el desarrollo físico de la ciudad plazo en los siguientes aspectos:

1. Plan Vial.
2. Plan de servicios públicos domiciliarios.
3. Estrategia de mediano plazo para el desarrollo de programas de vivienda de interés social y de mejoramiento integral.
4. Normas urbanísticas.

- Componente rural: Define políticas, programas, acciones y normas para orientar la conveniente utilización del suelo y garantizar la adecuada interacción entre los asentamientos rurales y la cabecera municipal. Debe contemplar los siguientes aspectos:

1. Delimitación de las áreas de conservación y protección de los recursos naturales incluyendo las áreas de amenazas y riesgos.
2. Localización y dimensionamiento de las zonas como suburbanas.
3. Identificación de los centros poblados rurales.
4. Determinación de los sistemas de aprovisionamiento de los servicios de agua potable y saneamiento básico de las zonas rurales.
5. Expedición de normas para la parcelación de predios rurales destinados a vivienda campestre.

- Programa de ejecución: Define las actuaciones obligatorias sobre el territorio, a ejecutar en el periodo de la correspondiente administración, señalando prioridades, programación de actividades, entidades responsables y recursos respectivos.

## Proceso de elaboración
De acuerdo con la Ley 388 de 1997 de Ordenamiento Territorial, el POT debe hacerse con la información que acopie mediante la elaboración del diagnóstico técnico complementada con la suministrada por quienes conocen y viven la realidad del municipio día a día, y debe ser el resultado de un proceso de participación y concertación con todos los actores involucrados: 
- Actores Públicos: Alcaldía, Concejo Municipal, Corporación Autónoma Regional, Consejo Territorial de Planeación.
- Actores Privados: Gremios Económicos, Inversionistas, Promotores y Terratenientes.
- Actores Comunitarios: Población Civil, Resguardos Indígenas, Comunidades Negras y otros.

El proceso de elaboración del POT tiene tres fases:
1. Formación.
2. Proceso de Concertación interinstitucional y consulta ciudadana.
3. Proceso de Aprobación.